# سنت موریتز
سَنت موریتز (آلمانی: Sankt Moritz, رومانش: San Murezzan) یک شهر و ناحیه اسکی در سوئیس است. که در ایالت گراوبوندن قرار دارد. سنت مورتیز به خاطر میزبانی دو دوره المپیک زمستانی یعنی دوره‌های بازی‌های المپیک زمستانی ۱۹۲۸ و بازی‌های المپیک زمستانی ۱۹۴۸ معروف است. بلندترین نقطه شرق آلپ یعنی پیز برنینا در چند کیلومتری جنوب این شهر واقع است.

## نکات جالب
بخش‌های ابتدایی فیلم مردی که زیاد می‌دانست به کارگردانی آلفرد هیچکاک در این شهر فیلم‌برداری شده است.
محمدرضا پهلوی، شاله‌ای شخصی به نام «ویلای سوورتا» برای اسکی و استراحت در شهر سَنت موریتز داشت. ویلای سوورتا در دهه ۱۹۶۰ میلادی ساخته شده‌بود.

## آب‌وهوا
| داده‌های اقلیم Samedan village | داده‌های اقلیم Samedan village | داده‌های اقلیم Samedan village | داده‌های اقلیم Samedan village | داده‌های اقلیم Samedan village | داده‌های اقلیم Samedan village | داده‌های اقلیم Samedan village | داده‌های اقلیم Samedan village | داده‌های اقلیم Samedan village | داده‌های اقلیم Samedan village | داده‌های اقلیم Samedan village | داده‌های اقلیم Samedan village | داده‌های اقلیم Samedan village | داده‌های اقلیم Samedan village |
| ماه                           | ژانویه                        | فوریه                         | مارس                          | آوریل                         | مه                            | ژوئن                          | ژوئیه                         | اوت                           | سپتامبر                       | اکتبر                         | نوامبر                        | دسامبر                        | سال                           |
| ----------------------------- | ----------------------------- | ----------------------------- | ----------------------------- | ----------------------------- | ----------------------------- | ----------------------------- | ----------------------------- | ----------------------------- | ----------------------------- | ----------------------------- | ----------------------------- | ----------------------------- | ----------------------------- |
| میانگین بیش‌ترین °C (°F)       | −۲٫۲ (۲۸)                     | −۰٫۲ (۳۲)                     | ۲٫۷ (۳۷)                      | ۶٫۴ (۴۴)                      | ۱۱٫۷ (۵۳)                     | ۱۵٫۵ (۶۰)                     | ۱۸٫۴ (۶۵)                     | ۱۷٫۷ (۶۴)                     | ۱۵٫۱ (۵۹)                     | ۱۰٫۸ (۵۱)                     | ۳٫۵ (۳۸)                      | −۱٫۵ (۲۹)                     | ۸٫۲ (۴۷)                      |
| میانگین روزانه °C (°F)        | −۹٫۴ (۱۵)                     | −۸٫۲ (۱۷)                     | −۳٫۹ (۲۵)                     | ۰٫۸ (۳۳)                      | ۵٫۵ (۴۲)                      | ۸٫۹ (۴۸)                      | ۱۱٫۲ (۵۲)                     | ۱۰٫۵ (۵۱)                     | ۷٫۶ (۴۶)                      | ۳٫۲ (۳۸)                      | −۳٫۴ (۲۶)                     | −۸٫۲ (۱۷)                     | ۱٫۲ (۳۴)                      |
| میانگین کم‌ترین °C (°F)        | −۱۸ (۰)                       | −۱۷٫۲ (۱)                     | −۱۱٫۹ (۱۱)                    | −۵٫۵ (۲۲)                     | −۱٫۱ (۳۰)                     | ۱٫۵ (۳۵)                      | ۳ (۳۷)                        | ۲٫۸ (۳۷)                      | −۰٫۱ (۳۲)                     | −۴٫۲ (۲۴)                     | −۱۰٫۶ (۱۳)                    | −۱۶٫۱ (۳)                     | −۶٫۵ (۲۰)                     |
| بارندگی میلی‌متر (اینچ)        | ۳۰ (۱٫۱۸)                     | ۲۵ (۰٫۹۸)                     | ۳۱ (۱٫۲۲)                     | ۴۴ (۱٫۷۳)                     | ۸۱ (۳٫۱۹)                     | ۸۷ (۳٫۴۳)                     | ۸۹ (۳٫۵)                      | ۹۹ (۳٫۹)                      | ۷۲ (۲٫۸۳)                     | ۵۹ (۲٫۳۲)                     | ۵۴ (۲٫۱۳)                     | ۳۱ (۱٫۲۲)                     | ۷۰۰ (۲۷٫۵۶)                   |
| میانگین روزهای بارندگی        | ۶٫۱                           | ۵٫۳                           | ۶٫۲                           | ۷٫۴                           | ۱۰٫۳                          | ۱۰٫۷                          | ۱۰٫۴                          | ۱۱٫۵                          | ۷٫۳                           | ۶٫۹                           | ۷٫۱                           | ۶٫۳                           | ۹۵٫۵                          |
| منبع: MeteoSchweiz            |                               |                               |                               |                               |                               |                               |                               |                               |                               |                               |                               |                               |                               |

## نگارخانه

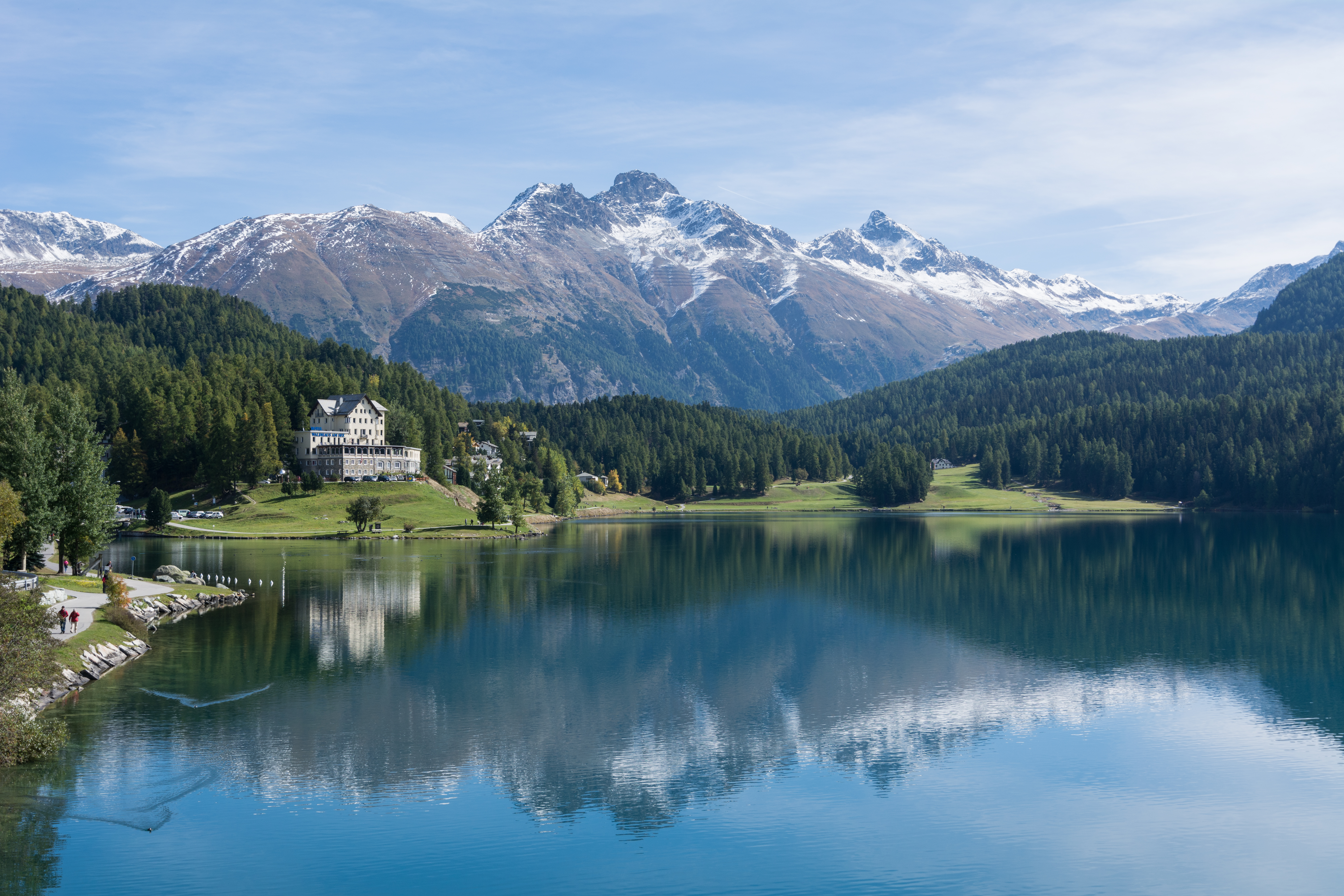
نمایی از دریاچه و کوه‌های سنت موریتز در فصل بهار.
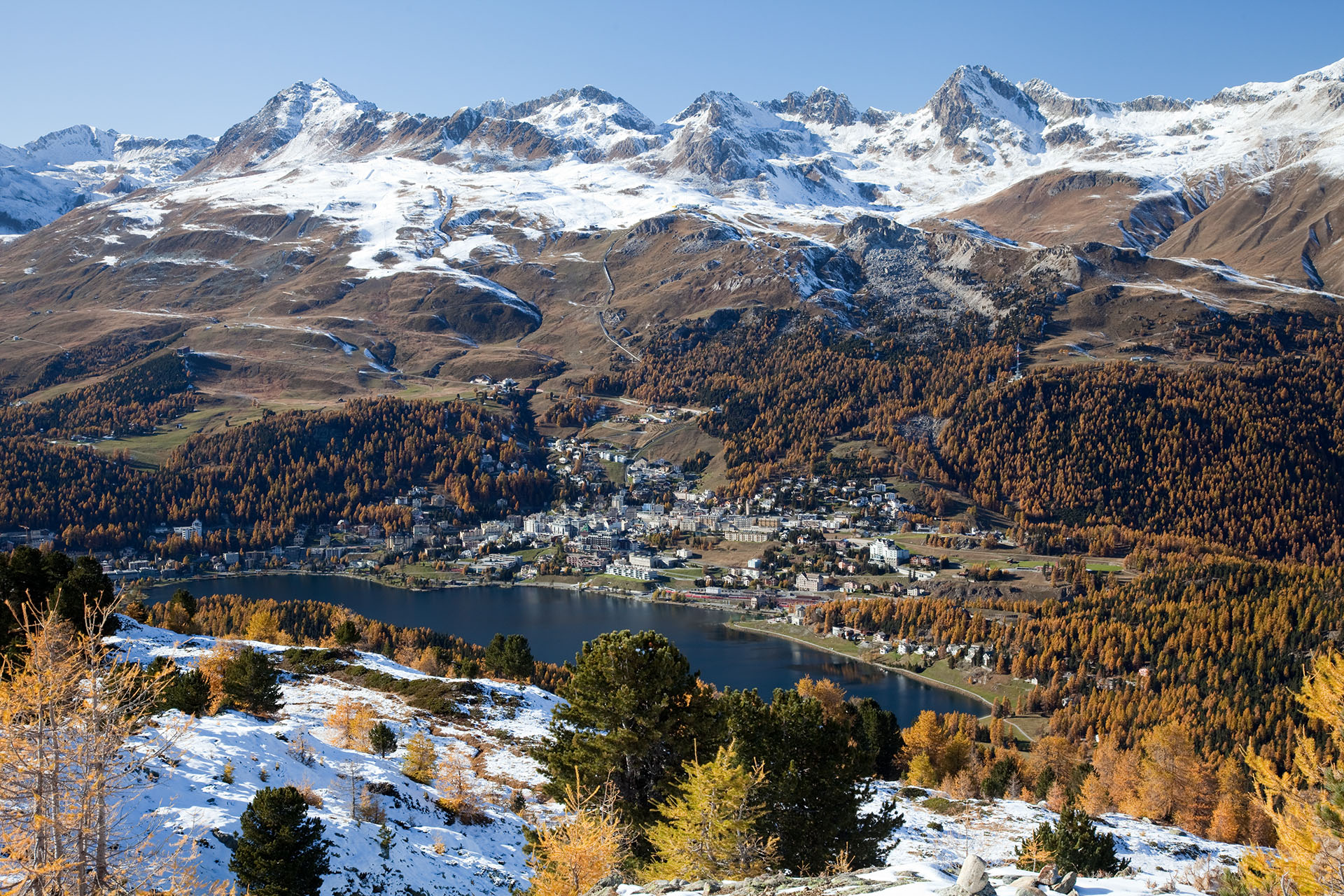
پیست اسکی سنت موریتز برفراز کوه‌های مشرف بر شهر کوچک سنت موریتز، از برترین پیست‌های اسکی اروپا محسوب می‌شود.
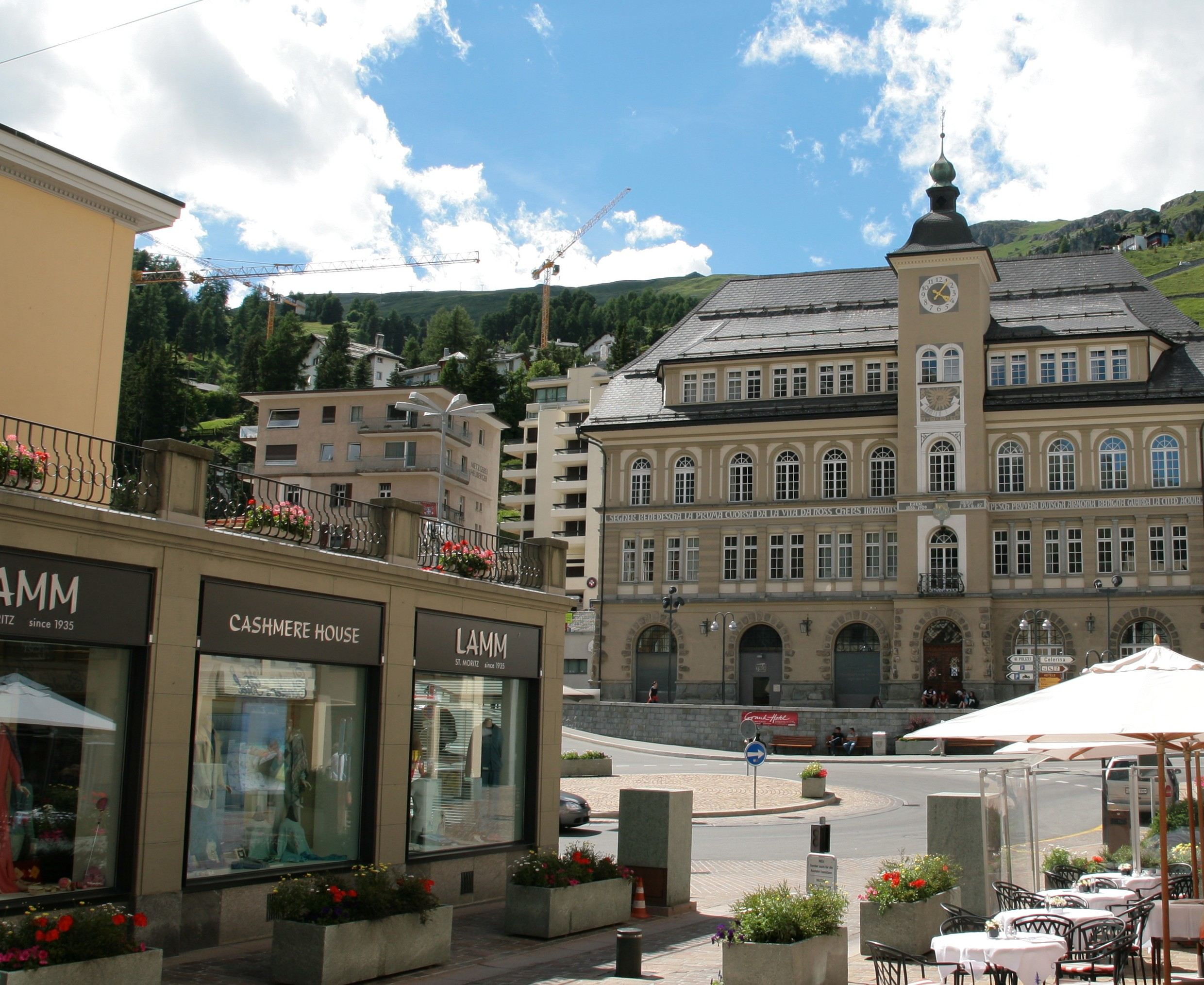
نمایی از داخل شهر و کتابخانه مرکزی سنت موریتز.
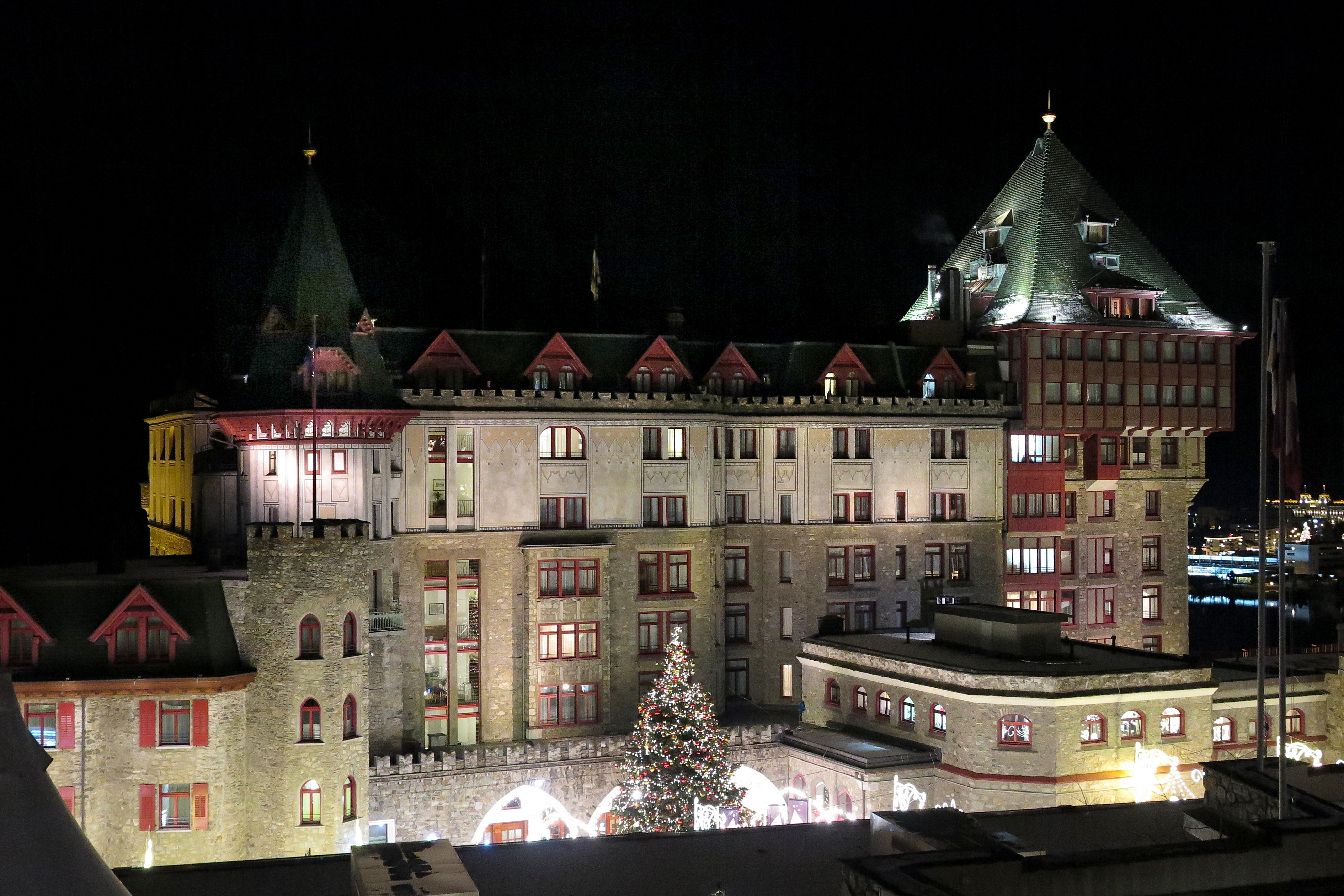
نمایی از هتل کاخ بادروت در شب.
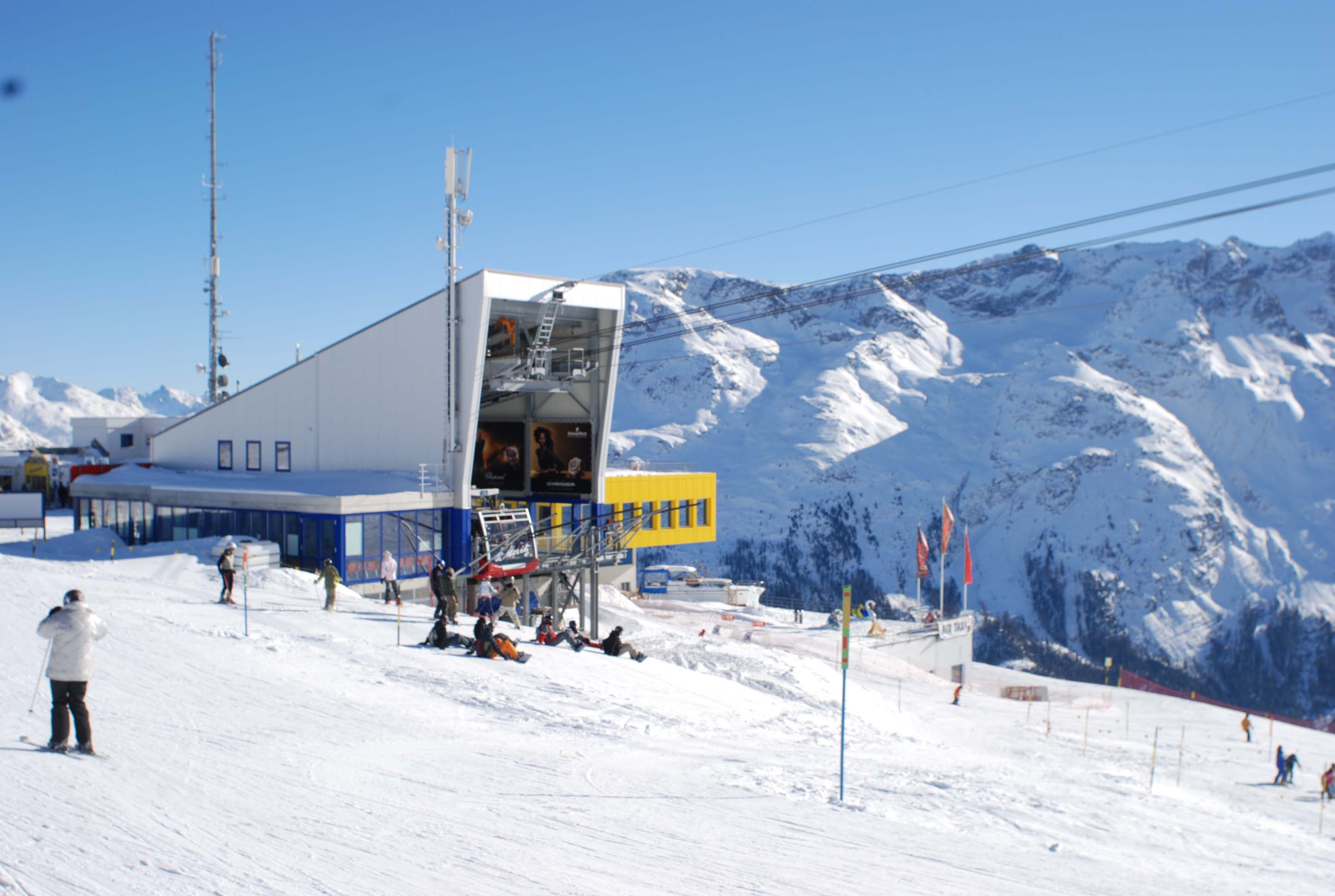
پیست اسکی کورویگلیا در سنت موریتز.
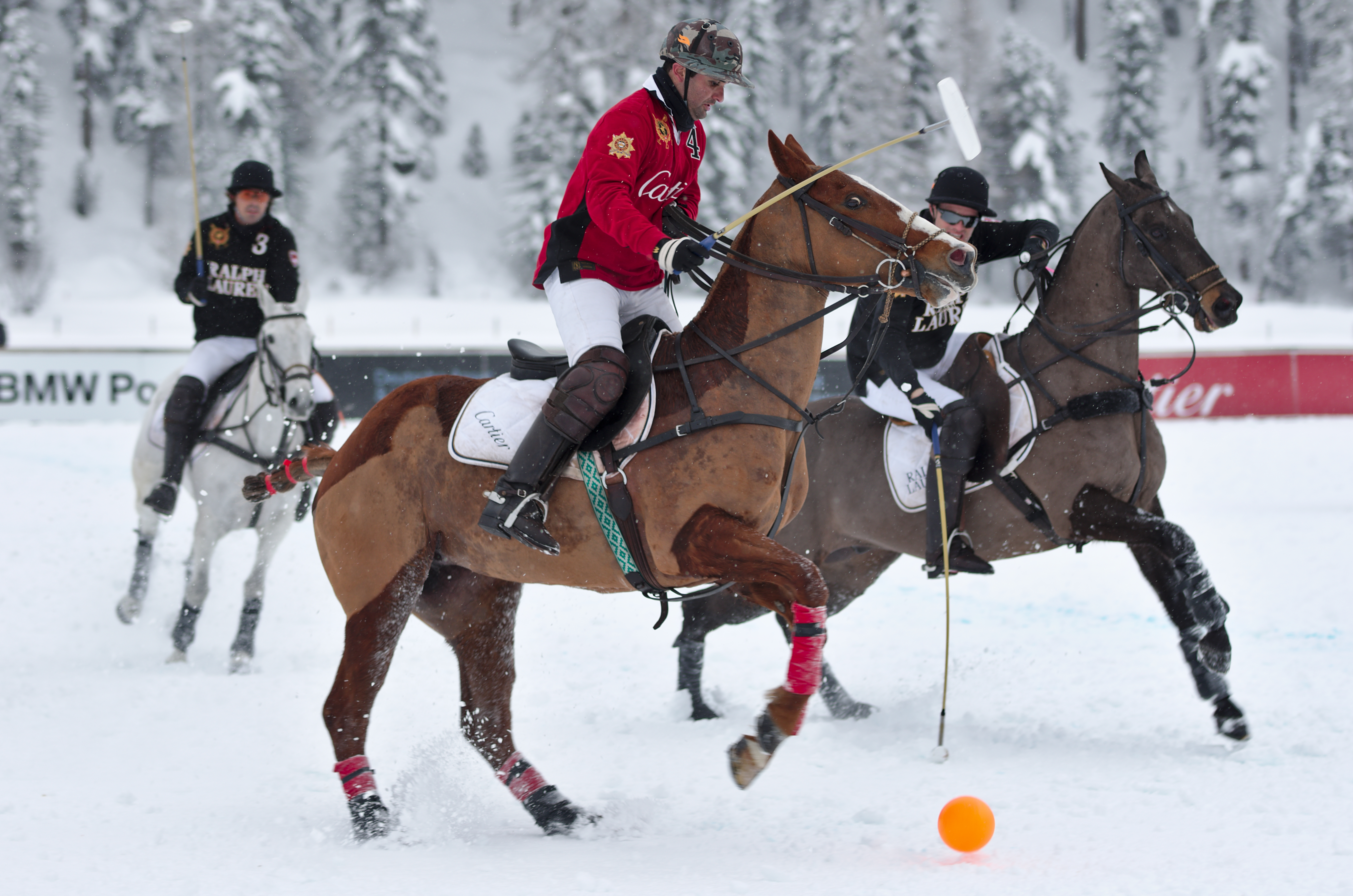
چوگان روی برف در سنت موریتز